# Bob Dandridge
Robert L. "Bob" Dandridge Jr. (nacido el 15 de noviembre de 1947 en Richmond, Virginia) es un exjugador de baloncesto estadounidense que disputó 13 temporadas en la NBA. Con 1,98 metros de altura jugaba en la posición de escolta.

## Trayectoria deportiva

### Universidad
Jugó durante cuatro temporadas con los Spartans de la Universidad de Norfolk State, con los que ganó el campeonato de la CIAA en 1968 tras vencer en 25 de los 27 partidos disputados esa temporada. Tras finalizar su carrera se convirtió en el séptimo máximo anotador (1.740 puntos) y reboteador (998) de la historia de Norfolk State.  Fue elegido All-American.

### Profesional
Fue elegido en la cuarta ronda del Draft de la NBA de 1969, en el puesto 45, por Milwaukee Bucks. A pesar de lo bajo de su elección, rápidamente se hizo con el puesto de titular, siendo elegido ese año en el Mejor quinteto de rookies de la NBA, tras promediar 13,2 puntos, 7,7 rebotes y 3,6 asistencias por partido. Al año siguiente, con la incorporación al equipo de Oscar Robertson y el liderazgo de Kareem Abdul-Jabbar, consiguieron ganar su primer anillo de campeones de la NBA, siendo el tercer jugador más importante tras los dos mencionados, aportando 18,4 puntos y 8 rebotes por encuentro.
Jugó otras seis temporadas con los Bucks, manteniendo siempre unos excelentes promedios, sin bajar nunca de los 18 puntos y 6 rebotes por partido. En la temporada 1977-78, ya con 30 años, fue traspasado a Washington Bullets, donde se encontró con otro dúo de futuros miembros del Basketball Hall of Fame,  Elvin Hayes y Wes Unseld. Junto a ellos ganaría su segundo y último anillo de campeón de la NBA, tras derrotar en las Finales a Seattle Supersonics por 4-3. Dandridge fue el segundo máximo anotador del equipo tras Hayes.
Tras cuatro años en los Bullets, regresó a Milwaukee en la temporada 1981-82, pero solamente disputaría 11 partidos antes de retirarse definitivamente. En sus 13 temporadas promedió 18,5 puntos y 6,8 rebotes por partido.

### Entrenador
En 2005 fue contratado como entrenador del equipo de Long Island de la ABA.

## Estadísticas de su carrera en la NBA
|  | Denota temporadas en las que fue Campeón de la NBA |

### Temporada regular
| Año      | Equipo     | PJ  | PT | MPP  | %TC  | %3P  | %TL  | RPP | APP | ROB | TPP | PPP  |
| -------- | ---------- | --- | -- | ---- | ---- | ---- | ---- | --- | --- | --- | --- | ---- |
| 1969-70  | Milwaukee  | 81  | –  | 30.4 | .485 | –    | .754 | 7.7 | 3.6 | –   | –   | 13.2 |
| 1970-71† | Milwaukee  | 79  | –  | 36.2 | .509 | –    | .702 | 8.0 | 3.5 | –   | –   | 18.4 |
| 1971-72  | Milwaukee  | 80  | –  | 37.0 | .498 | –    | .739 | 7.7 | 3.1 | –   | –   | 18.4 |
| 1972-73  | Milwaukee  | 73  | –  | 39.1 | .472 | –    | .789 | 8.2 | 2.8 | –   | –   | 20.2 |
| 1973-74  | Milwaukee  | 71  | –  | 35.5 | .503 | –    | .818 | 6.7 | 2.8 | 1.6 | 0.6 | 18.9 |
| 1974-75  | Milwaukee  | 80  | –  | 37.9 | .473 | –    | .805 | 6.9 | 3.0 | 1.5 | 0.6 | 19.9 |
| 1975-76  | Milwaukee  | 73  | –  | 37.5 | .502 | –    | .824 | 7.4 | 2.8 | 1.5 | 0.5 | 21.5 |
| 1976-77  | Milwaukee  | 70  | –  | 35.7 | .467 | –    | .771 | 6.3 | 3.8 | 1.4 | 0.4 | 20.8 |
| 1977-78† | Washington | 75  | –  | 37.0 | .471 | –    | .788 | 5.9 | 3.8 | 1.3 | 0.6 | 19.3 |
| 1978-79  | Washington | 78  | –  | 33.7 | .499 | –    | .825 | 5.7 | 4.7 | 0.9 | 0.7 | 20.4 |
| 1979-80  | Washington | 45  | –  | 32.4 | .451 | .182 | .809 | 5.5 | 4.0 | 0.6 | 0.8 | 17.4 |
| 1980-81  | Washington | 23  | –  | 23.7 | .426 | .000 | .718 | 3.6 | 2.6 | 0.7 | 0.4 | 10.0 |
| 1981-82  | Milwaukee  | 11  | 0  | 15.8 | .382 | –    | .588 | 1.5 | 1.2 | 0.5 | 0.2 | 4.7  |
| Total    | Total      | 839 | –  | 35.2 | .484 | .167 | .780 | 6.8 | 3.4 | 1.3 | 0.6 | 18.5 |
| All-Star | All-Star   | 4   | 1  | 18.5 | .480 | –    | .667 | 3.5 | 0.5 | 1.3 | 0.0 | 6.5  |

### Playoffs
| Año   | Equipo     | PJ | PT | MPP  | %TC  | %3P | %TL  | RPP | APP | ROB | TPP | PPP  |
| ----- | ---------- | -- | -- | ---- | ---- | --- | ---- | --- | --- | --- | --- | ---- |
| 1970  | Milwaukee  | 10 | –  | 39.9 | .507 | –   | .655 | 8.7 | 5.7 | –   | –   | 16.3 |
| 1971† | Milwaukee  | 14 | –  | 38.2 | .463 | –   | .782 | 9.6 | 3.4 | –   | –   | 19.2 |
| 1972  | Milwaukee  | 11 | –  | 40.1 | .495 | –   | .740 | 8.8 | 1.9 | –   | –   | 21.5 |
| 1973  | Milwaukee  | 6  | –  | 34.0 | .421 | –   | .704 | 4.7 | 1.2 | –   | –   | 13.8 |
| 1974  | Milwaukee  | 16 | –  | 40.5 | .493 | –   | .766 | 7.6 | 2.8 | 1.4 | 0.6 | 19.3 |
| 1976  | Milwaukee  | 3  | –  | 40.7 | .490 | –   | .900 | 7.7 | 2.7 | 1.0 | 0.0 | 22.0 |
| 1978† | Washington | 19 | –  | 39.3 | .479 | –   | .690 | 6.5 | 3.9 | 1.6 | 0.7 | 21.2 |
| 1979  | Washington | 19 | –  | 41.4 | .473 | –   | .827 | 7.4 | 5.5 | 0.7 | 0.8 | 23.1 |
| Total | Total      | 98 | –  | 39.6 | .480 | –   | .761 | 7.7 | 3.7 | 1.2 | 0.7 | 20.1 |